# Ukrainische Dynamische-Pyramide-Meisterschaft 2021
Die ukrainische Dynamische-Pyramide-Meisterschaft 2021 war ein Billardturnier in der Disziplin Dynamische Pyramide, das vom 19. bis 22. April 2021 in der ukrainischen Hauptstadt Kiew stattfand.
Ukrainische Meisterin wurde nach 2011 und 2013 zum dritten Mal Anna Kotljar, die im Finale Marija Pudowkina mit 4:3 besiegte. Den dritten Platz belegten Ljubow Schyhajlowa und Jana Wassylowa. Titelverteidigerin Anastassija Kowaltschuk nahm nicht teil.
Bei den Herren setzte sich Mychajlo Larkow im Endspiel gegen Bohdan Rybalko mit 6:5 durch und wurde mit zwölf Jahren als bislang jüngster Spieler ukrainischer Meister. Jaroslaw Tarnowezkyj und Ihor Lytowtschenko kamen auf den dritten Rang. Titelverteidiger war Andrij Kljestow, der im Achtelfinale gegen Mykyta Adamez ausschied.

## Herrenturnier

### Modus
Die acht Bestplatzierten der nationalen Rangliste waren im Achtelfinale gesetzt. Die 30 weiteren Teilnehmer ermittelten im Doppel-K.-o.-System die acht weiteren Teilnehmer der Finalrunde.

### Vorrunde

#### Hauptrunde
| Spiel | Spieler 1           | Ergebnis | Spieler 2          |
| ----- | ------------------- | -------- | ------------------ |
| 1     | Oleksandr Lapschyn  | –:–      | Freilos            |
| 2     | Iwan Moros          | 43:43    | Fedir Schdanow     |
| 3     | Pawlo Skotschuk     | 40:40    | Andrij Lomakin     |
| 4     | Iwan Olijnyk        | 24:24    | Rostyslaw Kuschko  |
| 5     | Anatolij Menjuk     | 43:43    | Illja Ossatschuk   |
| 6     | Serhij Petrasch     | 40:40    | Danylo Schdanow    |
| 7     | Leonid Bondarenko   | 40:40    | Wladyslaw Denyssow |
| 8     | Walerij Schewtschyk | 40:40    | Mykola Sajtschenko |

| Spiel | Spieler 1             | Ergebnis | Spieler 2            |
| ----- | --------------------- | -------- | -------------------- |
| 9     | Bohdan Aronez         | 43:43    | Serhij Wassylow      |
| 10    | Mykyta Wolyk          | 24:24    | Mychajlo Petruschka  |
| 11    | Mykyta Adamez         | 34:34    | Andrij Bulawa        |
| 12    | Edhar Huskow          | 04:04    | Dmytro Schahlyj      |
| 13    | Kostjantyn Kosatschok | 34:34    | Karen Heworhjan      |
| 14    | Ljubomyr Bilyj        | 40:40    | Ihor Nahirnyj        |
| 15    | Oleksandr Talanenko   | 42:42    | Jaroslaw Tarnowezkyj |
| 16    | Freilos               | –:–      | Illja Nepejpiwo      |

#### 1. Gewinnerrunde
16 Spieler (Sieger der Hauptrunde)
| Spiel | Spieler 1          | Ergebnis | Spieler 2          |
| ----- | ------------------ | -------- | ------------------ |
| 17    | Oleksandr Lapschyn | 34:34    | Fedir Schdanow     |
| 18    | Andrij Lomakin     | 40:40    | Iwan Olijnyk       |
| 19    | Illja Ossatschuk   | 43:43    | Danylo Schdanow    |
| 20    | Wladyslaw Denyssow | 34:34    | Mykola Sajtschenko |

| Spiel | Spieler 1             | Ergebnis | Spieler 2       |
| ----- | --------------------- | -------- | --------------- |
| 21    | Serhij Wassylow       | 41:41    | Mykyta Wolyk    |
| 22    | Mykyta Adamez         | 04:04    | Edhar Huskow    |
| 23    | Kostjantyn Kosatschok | 24:24    | Ihor Nahirnyj   |
| 24    | Jaroslaw Tarnowezkyj  | 14:14    | Illja Nepejpiwo |

#### 2. Gewinnerrunde
8 Spieler (Sieger der 1. Gewinnerrunde)
| Spiel | Spieler 1          | Ergebnis | Spieler 2          |
| ----- | ------------------ | -------- | ------------------ |
| 41    | Oleksandr Lapschyn | 04:04    | Iwan Olijnyk       |
| 42    | Danylo Schdanow    | 40:40    | Wladyslaw Denyssow |

| Spiel | Spieler 1             | Ergebnis | Spieler 2            |
| ----- | --------------------- | -------- | -------------------- |
| 43    | Mykyta Wolyk          | 42:42    | Mykyta Adamez        |
| 44    | Kostjantyn Kosatschok | 40:40    | Jaroslaw Tarnowezkyj |

#### 1. Verliererrunde
16 Spieler (Verlierer der Hauptrunde)
| Spiel | Spieler 1         | Ergebnis | Spieler 2           |
| ----- | ----------------- | -------- | ------------------- |
| 25    | Freilos           | –:–      | Iwan Moros          |
| 26    | Pawlo Skotschuk   | 40:40    | Rostyslaw Kuschko   |
| 27    | Anatolij Menjuk   | 04:04    | Serhij Petrasch     |
| 28    | Leonid Bondarenko | 40:40    | Walerij Schewtschyk |

| Spiel | Spieler 1           | Ergebnis | Spieler 2           |
| ----- | ------------------- | -------- | ------------------- |
| 29    | Bohdan Aronez       | 24:24    | Mychajlo Petruschka |
| 30    | Andrij Bulawa       | 04:04    | Dmytro Schahlyj     |
| 31    | Karen Heworhjan     | 04:04    | Ljubomyr Bilyj      |
| 32    | Oleksandr Talanenko | –:–      | Freilos             |

#### 2. Verliererrunde
16 Spieler (Sieger der 1. Verliererrunde gegen Verlierer der Gewinnerrunde)
| Spiel | Spieler 1           | Ergebnis | Spieler 2       |
| ----- | ------------------- | -------- | --------------- |
| 33    | Iwan Moros          | 40:40    | Illja Nepejpiwo |
| 34    | Rostyslaw Kuschko   | 42:42    | Ihor Nahirnyj   |
| 35    | Anatolij Menjuk     | 14:14    | Edhar Huskow    |
| 36    | Walerij Schewtschyk | 42:42    | Serhij Wassylow |

| Spiel | Spieler 1           | Ergebnis | Spieler 2          |
| ----- | ------------------- | -------- | ------------------ |
| 37    | Bohdan Aronez       | 41:41    | Mykola Sajtschenko |
| 38    | Andrij Bulawa       | 04:04    | Illja Ossatschuk   |
| 39    | Karen Heworhjan     | 14:14    | Andrij Lomakin     |
| 40    | Oleksandr Talanenko | 41:41    | Fedir Schdanow     |

#### 3. Verliererrunde
8 Spieler (Sieger der 2. Verliererrunde)
| Spiel | Spieler 1       | Ergebnis | Spieler 2       |
| ----- | --------------- | -------- | --------------- |
| 45    | Illja Nepejpiwo | 04:04    | Ihor Nahirnyj   |
| 46    | Anatolij Menjuk | 04:04    | Serhij Wassylow |

| Spiel | Spieler 1          | Ergebnis | Spieler 2      |
| ----- | ------------------ | -------- | -------------- |
| 47    | Mykola Sajtschenko | 14:14    | Andrij Bulawa  |
| 48    | Karen Heworhjan    | 41:41    | Fedir Schdanow |

#### 4. Verliererrunde
8 Spieler (Sieger der 3. Verliererrunde gegen Verlierer der 2. Gewinnerrunde)
| Spiel | Spieler 1       | Ergebnis | Spieler 2       |
| ----- | --------------- | -------- | --------------- |
| 49    | Illja Nepejpiwo | 24:24    | Danylo Schdanow |
| 50    | Anatolij Menjuk | 14:14    | Iwan Olijnyk    |

| Spiel | Spieler 1          | Ergebnis | Spieler 2             |
| ----- | ------------------ | -------- | --------------------- |
| 51    | Mykola Sajtschenko | 41:41    | Kostjantyn Kosatschok |
| 52    | Danylo Schdanow    | 34:34    | Mykyta Wolyk          |

### Finalrunde
|  | Achtelfinale          | Achtelfinale |                    |                    | Viertelfinale         | Viertelfinale |  |  | Halbfinale | Halbfinale |  |  | Finale | Finale |
|  |                       |              |                    |                    |                       |               |  |  |            |            |  |  |        |        |
|  |                       |              |                    |                    |                       |               |  |  |            |            |  |  |        |        |
|  | Andrij Rodionow       | 5            |                    |                    |                       |               |  |  |            |            |  |  |        |        |
|  | Illja Nepejpiwo       | 4            |                    |                    |                       |               |  |  |            |            |  |  |        |        |
|  | Illja Nepejpiwo       | 4            | Andrij Rodionow    | 4                  |                       |               |  |  |            |            |  |  |        |        |
|  |                       |              | Andrij Rodionow    | 4                  |                       |               |  |  |            |            |  |  |        |        |
|  |                       |              |                    |                    | Jaroslaw Tarnowezkyj  | 5             |  |  |            |            |  |  |        |        |
|  | Jaroslaw Tarnowezkyj  | kl.          |                    |                    | Jaroslaw Tarnowezkyj  | 5             |  |  |            |            |  |  |        |        |
|  | Jaroslaw Tarnowezkyj  | kl.          |                    |                    |                       |               |  |  |            |            |  |  |        |        |
|  | Wladyslaw Wolyk       |              |                    |                    |                       |               |  |  |            |            |  |  |        |        |
|  | Jaroslaw Tarnowezkyj  | 2            |                    |                    |                       |               |  |  |            |            |  |  |        |        |
|  | Jaroslaw Tarnowezkyj  | 2            |                    |                    |                       |               |  |  |            |            |  |  |        |        |
|  |                       |              |                    | Mychajlo Larkow    | 5                     |               |  |  |            |            |  |  |        |        |
|  | Mychajlo Larkow       | 5            |                    | Mychajlo Larkow    | 5                     |               |  |  |            |            |  |  |        |        |
|  | Mychajlo Larkow       | 5            |                    |                    |                       |               |  |  |            |            |  |  |        |        |
|  | Wladyslaw Denyssow    | 3            |                    |                    |                       |               |  |  |            |            |  |  |        |        |
|  | Wladyslaw Denyssow    | 3            | Mychajlo Larkow    | 5                  |                       |               |  |  |            |            |  |  |        |        |
|  |                       |              | Mychajlo Larkow    | 5                  |                       |               |  |  |            |            |  |  |        |        |
|  |                       |              |                    |                    | Kostjantyn Kosatschok | 3             |  |  |            |            |  |  |        |        |
|  | Kostjantyn Kosatschok | 5            |                    |                    | Kostjantyn Kosatschok | 3             |  |  |            |            |  |  |        |        |
|  | Kostjantyn Kosatschok | 5            |                    |                    |                       |               |  |  |            |            |  |  |        |        |
|  | Oleksandr Hretschyn   | 4            |                    |                    |                       |               |  |  |            |            |  |  |        |        |
|  | Oleksandr Hretschyn   | 4            | Mychajlo Larkow    | 6                  |                       |               |  |  |            |            |  |  |        |        |
|  |                       |              | Mychajlo Larkow    | 6                  |                       |               |  |  |            |            |  |  |        |        |
|  |                       |              |                    | Bohdan Rybalko     | 5                     |               |  |  |            |            |  |  |        |        |
|  | Bohdan Rybalko        | 5            |                    | Bohdan Rybalko     | 5                     |               |  |  |            |            |  |  |        |        |
|  | Bohdan Rybalko        | 5            |                    |                    |                       |               |  |  |            |            |  |  |        |        |
|  | Fedir Schdanow        | 1            |                    |                    |                       |               |  |  |            |            |  |  |        |        |
|  | Fedir Schdanow        | 1            | Bohdan Rybalko     | 5                  |                       |               |  |  |            |            |  |  |        |        |
|  |                       |              | Bohdan Rybalko     | 5                  |                       |               |  |  |            |            |  |  |        |        |
|  |                       |              |                    |                    | Mykyta Adamez         | 1             |  |  |            |            |  |  |        |        |
|  | Mykyta Adamez         | 5            |                    |                    | Mykyta Adamez         | 1             |  |  |            |            |  |  |        |        |
|  | Mykyta Adamez         | 5            |                    |                    |                       |               |  |  |            |            |  |  |        |        |
|  | Andrij Kljestow       | 3            |                    |                    |                       |               |  |  |            |            |  |  |        |        |
|  | Andrij Kljestow       | 3            | Bohdan Rybalko     | 5                  |                       |               |  |  |            |            |  |  |        |        |
|  |                       |              | Bohdan Rybalko     | 5                  |                       |               |  |  |            |            |  |  |        |        |
|  |                       |              |                    | Ihor Lytowtschenko | 1                     |               |  |  |            |            |  |  |        |        |
|  | Dmytro Humenjuk       | 0            |                    | Ihor Lytowtschenko | 1                     |               |  |  |            |            |  |  |        |        |
|  | Dmytro Humenjuk       | 0            |                    |                    |                       |               |  |  |            |            |  |  |        |        |
|  | Oleksandr Lapschyn    | 5            |                    |                    |                       |               |  |  |            |            |  |  |        |        |
|  | Oleksandr Lapschyn    | 5            | Oleksandr Lapschyn | 3                  |                       |               |  |  |            |            |  |  |        |        |
|  |                       |              | Oleksandr Lapschyn | 3                  |                       |               |  |  |            |            |  |  |        |        |
|  |                       |              |                    |                    | Ihor Lytowtschenko    | 5             |  |  |            |            |  |  |        |        |
|  | Anatolij Menjuk       | 4            |                    |                    | Ihor Lytowtschenko    | 5             |  |  |            |            |  |  |        |        |
|  | Anatolij Menjuk       | 4            |                    |                    |                       |               |  |  |            |            |  |  |        |        |
|  | Ihor Lytowtschenko    | 5            |                    |                    |                       |               |  |  |            |            |  |  |        |        |

### Finale
| Finale: 6 Gewinnspiele BK Buffalo, Kiew, Ukraine, 22. April 2021 |   |   |   |   |   |   |   |   |   |    |    |          |
| Name                                                             | 1 | 2 | 3 | 4 | 5 | 6 | 7 | 8 | 9 | 10 | 11 | Ergebnis |
| Mychajlo Larkow                                                  | 7 | 0 | 1 | 8 | 8 | 0 | 8 | 8 | 0 | 8  | 8  | 6        |
| Bohdan Rybalko                                                   | 8 | 8 | 8 | 7 | 0 | 8 | 2 | 1 | 8 | 0  | 0  | 5        |

## Damenturnier

### Modus
Die 15 Teilnehmerinnen traten zunächst im Doppel-K.-o.-System gegeneinander an. Ab dem Halbfinale wurde im K.-o.-System gespielt.

### Vorrunde

#### Hauptrunde
| Spiel | Spieler 1               | Ergebnis | Spieler 2         |
| ----- | ----------------------- | -------- | ----------------- |
| 1     | Jana Wassylowa          | –:–      | Freilos           |
| 2     | Sonja Hratsch           | 03:03    | Sarjana Prytuljuk |
| 3     | Chrystyna Schewtschenko | 03:03    | Marija Kalyniw    |
| 4     | Arina Malynowska        | 30:30    | Marija Pudowkina  |

| Spiel | Spieler 1        | Ergebnis | Spieler 2             |
| ----- | ---------------- | -------- | --------------------- |
| 5     | Anna Kotljar     | –:–      | Freilos               |
| 6     | Karyna Kyssil    | 31:31    | Ljubow Schyhajlowa    |
| 7     | Julija Malachowa | 23:23    | Kristina Iwantschenko |
| 8     | Freilos          | –:–      | Marija Skotschuk      |

#### 1. Gewinnerrunde
8 Spielerinnen (Siegerinnen der Hauptrunde)
| Spiel | Spieler 1               | Ergebnis | Spieler 2        |
| ----- | ----------------------- | -------- | ---------------- |
| 9     | Jana Wassylowa          | 23:23    | Sonja Hratsch    |
| 10    | Chrystyna Schewtschenko | 23:23    | Marija Pudowkina |

| Spiel | Spieler 1        | Ergebnis | Spieler 2          |
| ----- | ---------------- | -------- | ------------------ |
| 11    | Anna Kotljar     | 32:32    | Ljubow Schyhajlowa |
| 12    | Julija Malachowa | 13:13    | Marija Skotschuk   |

#### 2. Gewinnerrunde
4 Spielerinnen (Siegerinnen der 1. Gewinnerrunde)
| Spiel | Spieler 1      | Ergebnis | Spieler 2               |
| ----- | -------------- | -------- | ----------------------- |
| 21    | Jana Wassylowa | 23:23    | Chrystyna Schewtschenko |

| Spiel | Spieler 1          | Ergebnis | Spieler 2        |
| ----- | ------------------ | -------- | ---------------- |
| 22    | Ljubow Schyhajlowa | 03:03    | Julija Malachowa |

#### 1. Verliererrunde
5 Spielerinnen (Verliererinnen der Hauptrunde)
| Spiel | Spieler 1      | Ergebnis | Spieler 2         |
| ----- | -------------- | -------- | ----------------- |
| 13    | Freilos        | –:–      | Sarjana Prytuljuk |
| 14    | Marija Kalyniw | 13:13    | Arina Malynowska  |

| Spiel | Spieler 1 | Ergebnis | Spieler 2             |
| ----- | --------- | -------- | --------------------- |
| 15    | Freilos   | –:–      | Karyna Kyssil         |
| 16    | Freilos   | –:–      | Kristina Iwantschenko |

#### 2. Verliererrunde
8 Spielerinnen (Siegerinnen der 1. Verliererrunde gegen Verliererinnen der 1. Gewinnerrunde)
| Spiel | Spieler 1         | Ergebnis | Spieler 2        |
| ----- | ----------------- | -------- | ---------------- |
| 17    | Sarjana Prytuljuk | kl.      | Marija Skotschuk |
| 18    | Marija Kalyniw    | 30:30    | Anna Kotljar     |

| Spiel | Spieler 1             | Ergebnis | Spieler 2        |
| ----- | --------------------- | -------- | ---------------- |
| 19    | Karyna Kyssil         | 30:30    | Marija Pudowkina |
| 20    | Kristina Iwantschenko | 23:23    | Sonja Hratsch    |

#### 3. Verliererrunde
4 Spielerinnen (Siegerinnen der 2. Verliererrunde)
| Spiel | Spieler 1        | Ergebnis | Spieler 2    |
| ----- | ---------------- | -------- | ------------ |
| 23    | Marija Skotschuk | 31:31    | Anna Kotljar |

| Spiel | Spieler 1        | Ergebnis | Spieler 2             |
| ----- | ---------------- | -------- | --------------------- |
| 24    | Marija Pudowkina | 13:13    | Kristina Iwantschenko |

#### 4. Verliererrunde
4 Spielerinnen (Siegerinnen der 3. Verliererrunde gegen Verliererinnen der 2. Gewinnerrunde)
| Spiel | Spieler 1    | Ergebnis | Spieler 2               |
| ----- | ------------ | -------- | ----------------------- |
| 25    | Anna Kotljar | 03:03    | Chrystyna Schewtschenko |

| Spiel | Spieler 1        | Ergebnis | Spieler 2        |
| ----- | ---------------- | -------- | ---------------- |
| 26    | Marija Pudowkina | 13:13    | Julija Malachowa |

### Finalrunde
|  | Halbfinale         | Halbfinale |                  |              | Finale | Finale |
|  |                    |            |                  |              |        |        |
|  |                    |            |                  |              |        |        |
|  | Jana Wassylowa     | 3          |                  |              |        |        |
|  | Marija Pudowkina   | 4          |                  |              |        |        |
|  |                    |            | Marija Pudowkina | 3            |        |        |
|  |                    |            |                  | Anna Kotljar | 4      |        |
|  | Ljubow Schyhajlowa | 1          |                  |              |        |        |
|  | Anna Kotljar       | 4          |                  |              |        |        |
|  |                    |            |                  |              |        |        |

### Finale
| Finale: 4 Gewinnspiele BK Buffalo, Kiew, Ukraine, 21. April 2021 |   |   |   |   |   |   |   |          |
| Name                                                             | 1 | 2 | 3 | 4 | 5 | 6 | 7 | Ergebnis |
| Marija Pudowkina                                                 | 1 | 5 | 8 | 8 | 8 | 1 | 5 | 3        |
| Anna Kotljar                                                     | 9 | 8 | 1 | 5 | 6 | 8 | 8 | 4        |